# Alexandra Holden
Alexandra Holden (Northfield, Minnesota, 30 de abril de 1977) é uma atriz norte-americana que fez vários papéis secundários.

## Biografia
Holden nasceu em 30 de abril de 1977 em  Northfield, Condado de Rice, Minnesota, filha de Barry Holden e sua esposa Kristi. Holden é descendente de escandinavos.
Holden atuou em "Drop Dead Gorgeous" como Mary Johanson e em in "Sugar & Spice" como Fern Rogers. A atriz também estrelou no filme de baixo orçamento Wishcraft, juntamente com o ator Michael Weston.
Alexandra Holden também atuou na televisão e em vídeos musicais. Apareceu em 7 episódios de Friends atuando como namorada da personagem Ross, Elizabeth Stevens. Apareceu também em Ally McBeal (3 episódios, como "Jane Wilco"), Tru Calling (1 episódio) e a séria dramática Six Feet Under. Ela também estrelou como convidada em Grey's Anatomy ("Aonde estão os meninos") como Jamie Carr, uma jovem de 25 anos, grávida que vem ao hospital após sofrer uma queda no chuveiro. Outro papel conhecido é o de Scarlett Smith, em Meu novo Amor, como a melhor amiga de Halley (Mandy Moore). Aparece também no clipe da banda Aerosmith,"Hole in my Soul" ("Buraco em minha alma").